# Дугова лампа

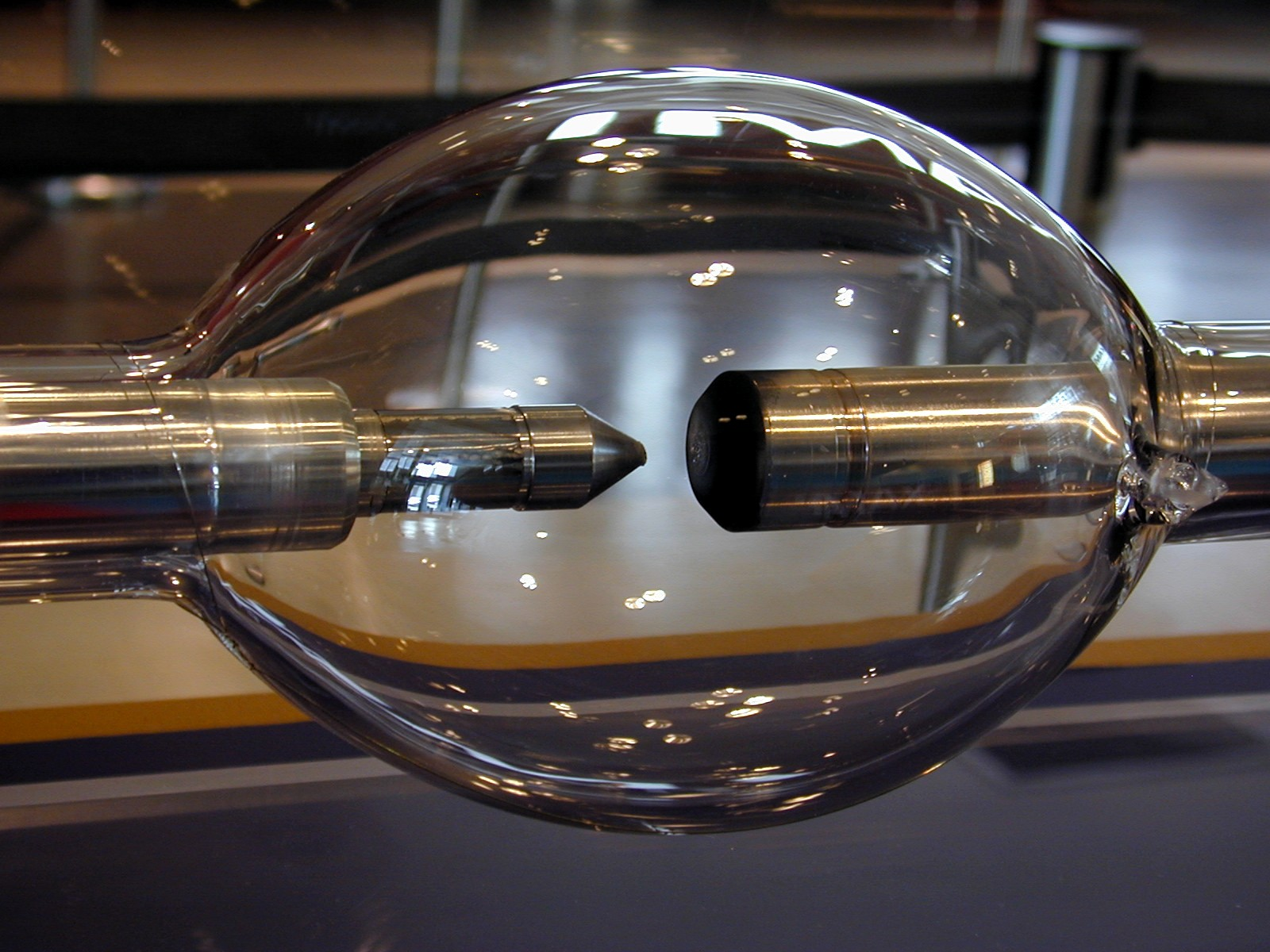
Ксенонова дугова лампа

Дугова́ ла́мпа - загальний термін на позначення класу ламп, у яких джерелом світла є електрична дуга. Дуга горить між двома електродами з тугоплавкого металу, як правило з вольфраму. Простір навколо проміжку зазвичай заповнюється інертним газом (ксеноном, аргоном), парами металів або їх солей (ртуті, натрію та ін.). Залежно від складу, температури й тиску газу, в якому відбувається розряд, лампа може випромінювати світло різного спектру. Якщо в спектрі випромінювання багато ультрафіолетового світла, а необхідно отримати видиме, послуговуються люмінофором.

## Принцип роботи
У дуговій лампі газ між електродами йонізується під впливом високої температури та електричного поля, внаслідок чого переходить у стан плазми. Плазма добре проводить струм. За рахунок рекомбінації електронів випромінюється світло.
Опір розрядного каналу залежить від температури: що вона вища, то більша провідність. Тож диференційний опір лампи в робочому режимі нерідко негативний, тому дугові лампи вимагають для живлення джерела, що має великий внутрішній опір, отже, не підходять для підключення у звичайні електричні мережі. Для узгодження опору лампи і живильної мережі використовується баласт. Найчастіше при живленні лампи змінним струмом, він становить дросель, що володіє погодженим з параметрами лампи реактивним опором.
Для того, щоб дуга запалилася, має відбутися електричний пробій газу. Для цього потрібний попередній підігрів і велика напруженість електричного поля. З цією метою застосовуються різні схеми: може короткочасно замикатися ланцюг в обхід лампи (унаслідок чого імпульс утворюється за рахунок самоіндукції дроселя при розмиканні), або подаватися висока напруга від окремого імпульсного запалювального пристрою, можуть використовуватися додаткові запалювальні електроди, або робочі електроди можуть механічно зближуватися.
Колір випромінюваного світла, як і електричні характеристики лампи, змінюються з часом і зміною температури. Температура дуги в лампі може сягати декількох тисяч градусів Цельсія, кварцової колби - до 500 градусів, а керамічної колби - до 1000 градусів.